# اگنیو (ایلینوی)
اگنیو، ایلینواز (به انگلیسی: Agnew, Illinois) یک منطقهٔ مسکونی در ایالات متحده آمریکا است که در ایلی‌نوی واقع شده‌است.

## خصوصیات
اگنیو ۱۹۹٫۹۵ متر بالاتر از سطح دریا واقع شده‌است.